# Can Feliu (Rubí)
Can Feliu és una obra del municipi de Rubí (Vallès Occidental) protegida com a bé cultural d'interès local.

## Descripció
Masia situada en una plana orientada cap al sud. Es relaciona amb el camí de can Xercavins. La banda SE té molt bones vistes sobre el torrent de Can Xercavins. Es veu molt bé des de la carretera de Rubí a Ullastrell.
La masia té planta rectangular tres crugies, amb edificacions annexes, segueix una tipologia propera al tipus II-3 segons la classificació de Danés i Torres. L'edifici principal té planta baixa, un pis i golfes, amb teulada a doble vessant amb ràfec de peces ceràmiques. L'immoble ha patit diverses transformacions al llarg del temps. La porta d'accés és de llinda amb teuladet al damunt. Seguint la vertical d'aquesta porta trobem al primer pis una finestra rectangular i al segon hi ha tres finestres amb arc de mig punt, les dues dels extrems cegades. Les obertures estan emmarcades per aplacats de pedra.

## Història
Les primeres notícies són de 1230 sota la denominació de "Llunell". L'any 1383 pertany al senyoriu alodial del castell de Rubí. També hi ha notícies dels segles XV, XVI i XVII. Actualment és propietat de can Xercavins. El restaurant va obrir les portes el 1983, consolidant-se com una referència en la comarca.